# Markiesje
Markiesje – rasa psa zaliczana do płochaczy, niezaakceptowana przez FCI, jednak wstępnie przyjęta przez holenderski związek kynologiczny.

## Wygląd

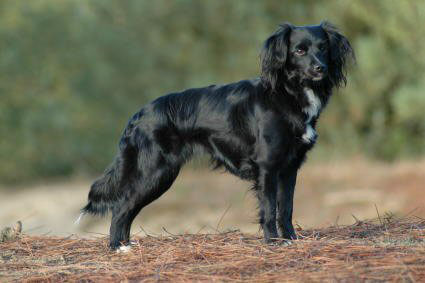
pies rasy Markiesje

Psy tej rasy dochodzą do 35 cm wzrostu. Wstępują w umaszczeniu czarnym, dozwolone są niewielkie, białe znaczenia. Niewzorcowe są osobniki łaciate, które występują bardzo często.

## Historia
Markiesje już w XVII wieku były ulubieńcami arystokracji. Były często przedstawiane na obrazach. Odbudowa rasy rozpoczęła się w 1977 roku. Wtedy za jej wzorcową przedstawicielkę uznano suczkę wabiącą się Pom, przywiezioną z Francji. W związku z niewielką populacją założycielską, początkowo do hodowli wykorzystywano papilony, phalene i cavalier king charles spaniele. Było to konieczne, ale przyniosło niepożądane skutki – typ rasowy ciągle nie jest dobrze utrwalony (często rodzą się łaciate osobniki), a co gorsza, cavaliery pozostawiły po sobie typowe dla tej rasy choroby, uwarunkowane genetycznie, o których wtedy jeszcze niewiele wiedziano.